# Відкрите
Відкри́те (до 1948 року — Найброд, крим. Naybrod, їд. נייַ ברויט) — село Курманського району Автономної Республіки Крим.
Відстань від райцентру до населеного пункта становить 37 кілометрів по прямій.
Найброд з їдишу «новий хліб».